# HF Markets Group

## 概要
HF Markets Group（エイチエフ・マーケッツ・グループ、略称 HFM）は、2010年に設立された国際的な外国為替（FX）およびCFDブローカーを傘下に持つ持株会社である。HotForex（ホットフォレックス）のブランド名でも知られ、現在は略称のHFMも用いられている。リテール（個人）および機関投資家向けに外貨や株価指数、コモディティ、エネルギー、暗号資産など多様な金融商品のオンライン取引サービスを提供しており、その取扱商品数は1,000銘柄を超える。グループは複数の国・地域で金融ライセンスを取得した子会社を通じて事業を展開しており、中立的な評価機関や業界誌から「マルチアセットブローカー」として位置づけられている。2022年時点で全世界で250万以上の取引口座数を有すると報じられている。

## 沿革
HF Markets Groupは2010年にモーリシャスで設立され、同年にモーリシャス金融サービス委員会（FSC）のライセンスを取得して営業を開始した。その後、事業拡大に伴い各国で規制当局の認可を取得し、2012年にはキプロス証券取引委員会（CySEC）から欧州向けのライセンスを取得している。ブランド名「HotForex」としてサービスを展開し、初期から高いレバレッジ取引やPAMM口座サービスの提供などで顧客基盤を拡大した。
2016年1月、キプロスの子会社 HF Markets (Europe) Ltd に対して、CySECから記録管理やリスク情報の不備に関する制裁金105,000ユーロが科せられた。これを受けて内部管理体制の強化が図られたとみられる。同グループはその後も規制遵守を進め、2018～2019年には中東や欧州への進出を加速させた。2018年末から2019年初頭にかけてドバイ金融サービス庁（DFSA）による認可を取得しドバイ国際金融センター（DIFC）に拠点を開設、さらに2019年1月には英国金融行為規制機構（FCA）のライセンスも取得して英国市場に参入した。これによりHF Marketsは多地域での規制下営業を実現し、国際的なブローカーとしての地位を固めた。
2020年にはマーケティング面での展開として、フランスのサッカークラブ「パリ・サンジェルマンFC（PSG）」との公式パートナー契約を締結した。このスポンサーシップにより、同クラブの試合やデジタルプラットフォームを通じてブランド認知度を向上させたと報じられている。2021年にはサービス拠点拡大の一環でケニア資本市場庁（CMA）からも認可を取得し、アフリカ市場で数少ない規制ブローカーの一つとなった。2022年5月、ブランド名を従来の「HotForex」から「HFM（HF Markets）」へ正式に変更するリブランディングを実施した。この名称変更は、取扱商品が為替だけでなく株式や商品など1200以上の幅広い資産クラスに拡大したことを反映し、社名から「Forex」を外すことでマルチアセットブローカーとしての姿勢を明確にする目的があった。リブランディング後もグループのサービスは拡充を続けており、十数年で世界規模のブローカーへ成長している。
2024 年9月、英国金融行為規制機構（FCA）は HF Markets (UK) Ltd の名を騙るクローン企業について一般投資家向け警告を発出した。この記事を受け、FX News Groupなど金融業界メディアも注意喚起を報じている。

## 事業内容
HF Markets Groupは主にオンラインを通じて店頭デリバティブ取引サービスを提供している。個人投資家向けには、少額から取引可能なマイクロ口座から上級者向けのゼロスプレッド口座まで複数の口座タイプを用意し、最大レバレッジ1,000倍など高いリスク選好にも対応している。取引プラットフォームとしてMetaTrader 4（MT4）およびMetaTrader 5（MT5）を中心に、独自開発のアプリも提供しており、24時間の多言語カスタマーサポートや無料のトレーディング教育コンテンツなどを特徴としている。扱う金融商品の範囲は、外国為替通貨ペア、株価指数、エネルギー資源、貴金属、株式CFD、暗号資産CFD、債券CFD、ETFなど多岐にわたり、総商品数は1,000～1,200銘柄に及ぶ。また、顧客資金の分別管理やゼロカット（追証なし制度）など、顧客保護のための仕組みを採用している。同社は「グローバルに複数の規制を受けたブローカー」として信頼性をアピールしており、その取引環境とサービスは国際的な業界アワードにおいても複数回評価を受けている。

## 規制とライセンス
HF Markets Groupは、中立性・信頼性を担保するため各国の金融当局からライセンスを取得した複数の法人で事業を運営している。主要な規制当局からの認可状況は以下の通りである。
- イギリス：HF Markets (UK) Ltdが金融行為規制機構（FCA）によって認可・監督されている（FCA登録番号: 801701）[11]。2019年にFCAライセンスを取得し、ロンドンに拠点を設置。
- キプロス：HF Markets (Europe) Ltdがキプロス証券取引委員会（CySEC）の認可を受けた投資会社（ライセンス番号: 183/12）であり、EU圏内で金融サービスを提供していた。※キプロス当局の規制下で運営することで欧州指令MiFIDに基づく越境サービスも展開。
- アラブ首長国連邦（ドバイ）：HF Markets (DIFC) Ltdがドバイ金融サービス庁（DFSA）から認可を受けており、ドバイ国際金融センター内でサービスを提供している（ライセンス番号: F004885）[12]。2018年に認可取得。
- 南アフリカ：HF Markets SA (PTY) Ltdが南アフリカ金融セクター行為監督局（FSCA）より金融サービスプロバイダー（FSP）として認可（認可番号: 46632）を受けている。
- モーリシャス：HF Markets Ltdがモーリシャス金融サービス委員会（FSC）のグローバルビジネスライセンス（企業番号 C110008214）を保持している。
- セーシェル：HF Markets (Seychelles) Ltdがセーシェル金融庁（FSA）より証券ディーラーライセンス（ライセンス番号: SD015）を取得している。
- ケニア：HFM Investments Ltd（HF Marketsのケニア現地法人）が資本市場庁（CMA）によるオンライントレーディングブローカーの認可を2022年に取得した（ライセンス番号: 155）[13]。
- セントビンセント・グレナディーン：HF Markets (SV) Ltdはセントビンセントおよびグレナディーン諸島に国際事業会社（IBC）として登録されている（登記番号: 22747 IBC 2015）。同国では金融ライセンス制度が存在しないため正式な規制対象ではないが、主に上記の管轄外地域の顧客受け入れを目的に登記されている法人である。

また、グループには決済処理などバックオフィス業務を担う関連会社として、キプロスに登記されたHF Markets Fintech Services Ltdが存在する。このように多面的な法人構成を通じて、HF Markets Groupは各地域の法規制に準拠しながら国際的なブローカーサービスを提供している。

## 批評・論争
CySECによる制裁（2016年）： 前述の通り、キプロスの規制当局CySECは2016年1月、HF Markets (Europe) Ltdに対して105,000ユーロの罰金を科した。これは同社が第三者への業務委託に関する記録を適切に保存していなかったことや、顧客対応において不公正な営業を行っていた疑いなど、複数の違反によるものである。同社はこの罰金支払い後、内部管理体制を強化し再発防止に努める姿勢を示したと報じられている。
マレーシア当局からの警告（2020年）： マレーシア証券委員会（SC）は2020年10月、HotForex（当時のブランド名）を無許可業者として投資者警告リストに追加した。同委員会によれば、HotForexはマレーシア国内で必要な認可を受けずに証券関連取引を提供しており、国内法に違反する可能性があると指摘された。この警告に対し、同社はマレーシアでは正式な営業拠点を持たず、あくまで海外拠点からサービス提供を行っていると説明している。なお、同社は英国やキプロスなど他地域では正規のライセンス下で営業しているものの、マレーシアでは規制当局の許可がない状態であった。